# Heliophobus silbernageli
Heliophobus silbernageli är en fjärilsart som beskrevs av Tykac 1940. Heliophobus silbernageli ingår i släktet Heliophobus och familjen nattflyn. Inga underarter finns listade i Catalogue of Life.